# 2023年香港國際賽事
2023年香港國際賽事於2023年12月10日在沙田馬場舉行，除了四場國際一級賽外，還包括了國際騎師錦標賽等活動。由於贊助關係，賽事正式名稱為浪琴香港國際賽事2023（Longines Hong Kong International Races 2023）。本屆賽事不受區議會選舉投票影響，如期於星期日舉行，亦完全放寬冠狀病毒病疫情的安排限制。宣傳口號為「世界頂尖，匯聚爭霸」。

## 馬會錦標賽事
三場指定香港國際賽事前哨戰在11月19日舉行，三甲馬匹可獲香港國際賽事優先出賽資格。中銀香港繼續贊助整個賽馬日，亦稱中銀香港賽馬日。

#### 馬會短途錦標
上季香港最佳短途馬金鑽貴人在季初遭逢兩連敗後，終於在預賽復蘇，以頸位力壓全場慢放的維港智能。上屆香港短途錦標冠軍福逸跑第三，第四名為上場力壓金鑽貴人贏出精英碗的好眼光。

#### 馬會一哩錦標
上季最大進步馬匹永遠美麗今場以極佳時間1分33秒04，成功力壓另一匹美麗系好手美麗同享贏馬。應屆香港打吡大賽冠軍遨遊氣泡跑第三，上屆香港一哩錦標冠軍加州星球則表現失望只跑第四，職業生涯首次不入前三名。

#### 馬會盃
皇太后紀念盃冠軍直線力山經過三場熱身後，今場終回復佳態，在何澤堯胯下贏馬。大熱門知足常樂跑第二，上屆香港盃季軍發財先鋒跑第三，第四名為冷門馬斛斗雲。

## 國際騎師錦標賽
是屆國際騎師錦標賽12月6日在跑馬地馬場舉行。將會以四關賽事一決高下。香港賽馬會公佈了8位邀請騎師，包括2022年國際騎師錦標賽冠軍馬昆及2022-23年香港馬季冠軍騎師潘頓，還有首次參與的金美琪、毛振鵬。
香港賽馬會亦會根據截止11月22日賽事後的騎師榜排名，選出三位騎師，包括一位本地培訓騎師以及潘頓以外的兩位騎師榜排行較前列的騎師。由於本地騎師領先的鍾易禮仍為見習騎師，未符合參賽資格，至於騎師榜排在第二的布文，於11月11日在樂聲盃策騎自勝者強被拋下馬，因養傷關係，未能競逐本屆賽事。三位補中騎師的是何澤堯、田泰安以及希威森。騎師配馬儀式已於12月4日早上10時30分完成。
參賽騎師
- 馬昆：2022年國際騎師錦標賽冠軍。2023年再奪3場一級賽。
- 潘頓：六屆香港冠軍騎師，兼三屆國際騎師錦標賽冠軍。上季以破紀錄179場頭馬奪得香港冠軍騎師榮譽。[8]
- 金美琪：夥拍土著部族贏出鄧格錦標，今年在日本舉行的世界星級騎師大賽獲得亞軍[9]。
- 莫雅：巴利多爾馬房岳伯仁首席主帥，並合共贏出超過10場一級賽。2023年浪琴全球最佳騎師排行榜總冠軍[10]。
- 杜苑欣：2023年替真章再度奪得卡地亞賽馬大獎最佳長途馬功臣[11]。
- 巴米高：高多芬法國主帥騎師，5月憑「道安問候」攻下一級賽法國二千堅尼[12]。
- 毛振鵬：四屆德國冠軍騎師，2023年為法國練馬師費伯華（英语：André Fabre）主帥。[13]
- 川田將雅：2022年日本中央競馬會冠軍騎師。2022年原定參戰，但因確診冠狀病毒病未能參賽[14]。
- 麥道朗：2022年浪琴全球最佳騎師，今年夥拍浪漫勇士揚威覺士盾，亦在澳洲勇奪10場一級賽。
- 何澤堯：2022至2023年馬季告東尼獎得主，以96場頭馬擦新自己頭馬紀錄，亦夥拍金鎗六十三度奪得香港馬王。[15]
- 田泰安：2019年國際騎師錦標賽冠軍[16]。
- 希威森：上季首次全季在港策騎，即以50場頭馬打破自己單季在港贏得最多頭馬紀錄。希威森以較多亞軍名次，力壓於11月22日同樣取下馬季10場勝利的艾道拿、艾兆禮以及霍宏聲取得最後一個資格[17]。

| 代表國家/地區 | 騎師     | 第一關 第4場 4班1000米 | 第一關 第4場 4班1000米 | 第二關 第5場 4班1650米 | 第二關 第5場 4班1650米 | 第三關 第7場 3班1650米 | 第三關 第7場 3班1650米 | 第四關 第8場 3班1200米 | 第四關 第8場 3班1200米 | 排名 | 總分 |
| 代表國家/地區 | 騎師     | 座騎名次               | 得分                   | 座騎名次               | 得分                   | 座騎名次               | 得分                   | 座騎名次               | 得分                   | 排名 | 總分 |
| ------------- | -------- | ---------------------- | ---------------------- | ---------------------- | ---------------------- | ---------------------- | ---------------------- | ---------------------- | ---------------------- | ---- | ---- |
| 中國香港      | 何澤堯   | 3                      | 4                      | 3                      | 4                      | 8                      | 0                      | 1                      | 12                     | 1    | 20   |
| 中國香港      | 潘頓     | 5                      | 0                      | 10                     | 0                      | 1                      | 12                     | 2                      | 6                      | 2    | 18   |
|               | 金美琪   | 1                      | 12                     | 9                      | 0                      | 7                      | 0                      | 3                      | 4                      | 3    | 16   |
| 中國香港      | 希威森   | 2                      | 6                      | 2                      | 6                      | 3                      | 4                      | 10                     | 0                      | 4    | 16   |
| 英国          | 莫雅     | 10                     | 0                      | 1                      | 12                     | 9                      | 0                      | 8                      | 0                      | 5    | 12   |
| 法國          | 巴米高   | 9                      | 0                      | 8                      | 0                      | 2                      | 6                      | 6                      | 0                      | 6    | 6    |
| 日本          | 川田將雅 | 4                      | 0                      | 4                      | 0                      | 11                     | 0                      | 12                     | 0                      | 7@   | 0    |
| 英国          | 馬昆     | 7                      | 0                      | 12                     | 0                      | 4                      | 0                      | 9                      | 0                      | 8#   | 0    |
| 新西兰        | 麥道朗   | 12                     | 0                      | 7                      | 0                      | 5                      | 0                      | 4                      | 0                      | 8#   | 0    |
| 德国          | 毛振鵬   | 8                      | 0                      | 5                      | 0                      | 6                      | 0                      | 5                      | 0                      | 10   | 0    |
| 英国          | 杜苑欣   | 11                     | 0                      | 11                     | 0                      | 10                     | 0                      | 11                     | 0                      | 10   | 0    |
| 中國香港      | 田泰安   | 6                      | 0                      | 6                      | 0                      | 12                     | 0                      | 7                      | 0                      | 10   | 0    |

備註：各騎師所代表的國家或地區由香港賽馬會發佈，騎師或在此以前代表另一個國家或地區參賽。
@有關騎師其中兩場賽事中取得第四，排名較得分相同的其他騎師為高。
#有關騎師其中一場賽事中取得第四，排名較得分相同的其他騎師為高。
金美琪憑著超額認購贏出第一關，首次香港出賽，隨即取下勝利。第二關莫雅憑著大熱門獨角獸取下勝利。第三關由潘頓策騎的銀亮光速率先突圍，結果了2022年騎師賽0分荒。何澤堯成為首位贏出國際騎師錦標賽的華裔騎師以及香港賽馬會本地訓練騎師。

## 香港國際賽事
香港國際賽事總獎金達1億1800萬港元，四項賽事獎金各增200萬港元，此外因應2023-24年香港馬季其他賽事增設第六名獎金，第一名至第五名總金比例與一般賽事一致。香港國際賽事四場賽事選出49匹賽駒參加，最後有44匹宣佈出賽馬匹以及43匹參賽馬匹。
| 賽事         | 總獎金（港元） | 冠軍        | 亞軍       | 季軍       | 第四名     | 第五名     | 第六名   |
| ------------ | -------------- | ----------- | ---------- | ---------- | ---------- | ---------- | -------- |
| 香港瓶       | $24,000,000    | $13,440,000 | $5,040,000 | $2,760,000 | $1,440,000 | $840,000   | $480,000 |
| 香港短途錦標 | $26,000,000    | $14,560,000 | $5,460,000 | $2,990,000 | $1,560,000 | $910,000   | $520,000 |
| 香港一哩錦標 | $32,000,000    | $17,920,000 | $6,720,000 | $3,680,000 | $1,710,000 | $1,120,000 | $640,000 |
| 香港盃       | $36,000,000    | $20,160,000 | $7,560,000 | $4,140,000 | $2,160,000 | $1,260,000 | $720,000 |

### 香港瓶
開跑時間：14:10（UTC+8）
| 馬號 | 馬匹     | 代表國家/地區 | 騎師   | 練馬師         | 國際評分 | 負磅 | 馬齡 | 檔位 |
| ---- | -------- | ------------- | ------ | -------------- | -------- | ---- | ---- | ---- |
| 1    | 真強     | 法國          | 紀仁安 | 費伯華         | 117      | 126  | 4    | 8    |
| 2    | 多巴先生 | 中國香港      | 何澤堯 | 方嘉柏         | 115      | 126  | 6    | 3    |
| 3    | 輕風飛   | 日本          | 連達文 | 池江泰壽       | 114      | 126  | 4    | 2    |
| 4    | 錶之五知 | 中國香港      | 巴度   | 告東尼         | 113      | 126  | 5    | 9    |
| 5    | 風東來   | 阿联酋        | 麥道朗 | 紀斯福及紀兆豐 | 113      | 126  | 4    | 6    |
| 6    | 當年情   | 中國香港      | 潘頓   | 告東尼         | 106      | 126  | 5    | 4    |
| 7    | 吉典娜   | 日本          | 布宜學 | 齊藤崇史       | 115+4    | 122  | 5    | 5    |
| 8    | 生活格調 | 日本          | 莫雷拉 | 田中博康       | 115      | 121  | 3    | 7    |
| 9    | 熱心     | 爱尔兰        | 莫雅   | 岳伯仁         | 117+4    | 117  | 3    | 1    |

宣佈獲選馬匹後退出馬匹：將王（11月30日退出，因腳部骨骼有退化情況，未能通過電腦斷層掃描）、勇兵奮起（12月1日退出）、大帝（12月7日退出，因操練後心律不正）
排位後退出馬匹：風東來（12月9日下午退出比賽，因左前腿受傷）
- 真強上仗遠征德國攻下拜仁大賽（英语：Grosser Preis von Bayern）[26]。
- 多巴先生今年出發遠征海外之前攻下百週年紀念銀瓶。
- 輕風飛上仗攻下二級賽阿根廷共和國盃。
- 錶之五知於長途賽事長期發揮穩定，上季在遮打盃跑獲季軍，馬會盃中成為次熱，但最後反應一般。
- 英國馬風東來南下參加澳洲春季嘉年華，先後角逐東寶錦標（英语：Turnbull Stakes）及考菲爾德盃（英语：Caulfield Cup），分別於前任及現任墨爾本盃盟主踏金行（英语：Gold Trip）及不戰而勝（英语：Without A Fight (horse)）後面跑獲亞軍，上戰在維省賽馬會冠軍錦標（英语：Champions Stakes (VRC)）被迫放頭下表現一般。
- 當年情在港唯一勝利是4月26日贏出谷草三班1800米賽事，今季於莎莎婦女銀袋跑獲季軍。
- 吉典娜為去年女皇伊利沙伯二世盃盟主，4月遠征香港角逐女皇盃但無功而還，上仗力爭衛冕女皇伊利莎白二世盃於大慢閘的情況下仍跑獲第五名。
- 生活格調於聖烈特紀念力壓皐月賞盟主初日高升贏馬，賽後放棄菊花賞優先出賽權，目標直指香港國際賽事[27]。
- 熱心為2012年曾遠征香港的澳洲短途好手海娉婷的女兒，出道至今攻下約克郡橡樹大賽（英语：Yorkshire Oaks）及紅寶錦標（英语：Prix Vermeille），上仗角逐育馬者盃草地雌馬大賽（英语：Breeders' Cup Filly & Mare Turf）僅敗於兩屆傑克莫華大賽（英语：Prix Jacques Le Marois）盟主旋進軌跡（英语：Inspiral (horse)）[28]。今場香港瓶將會是她的退役戰。

#### 香港瓶賽事結果

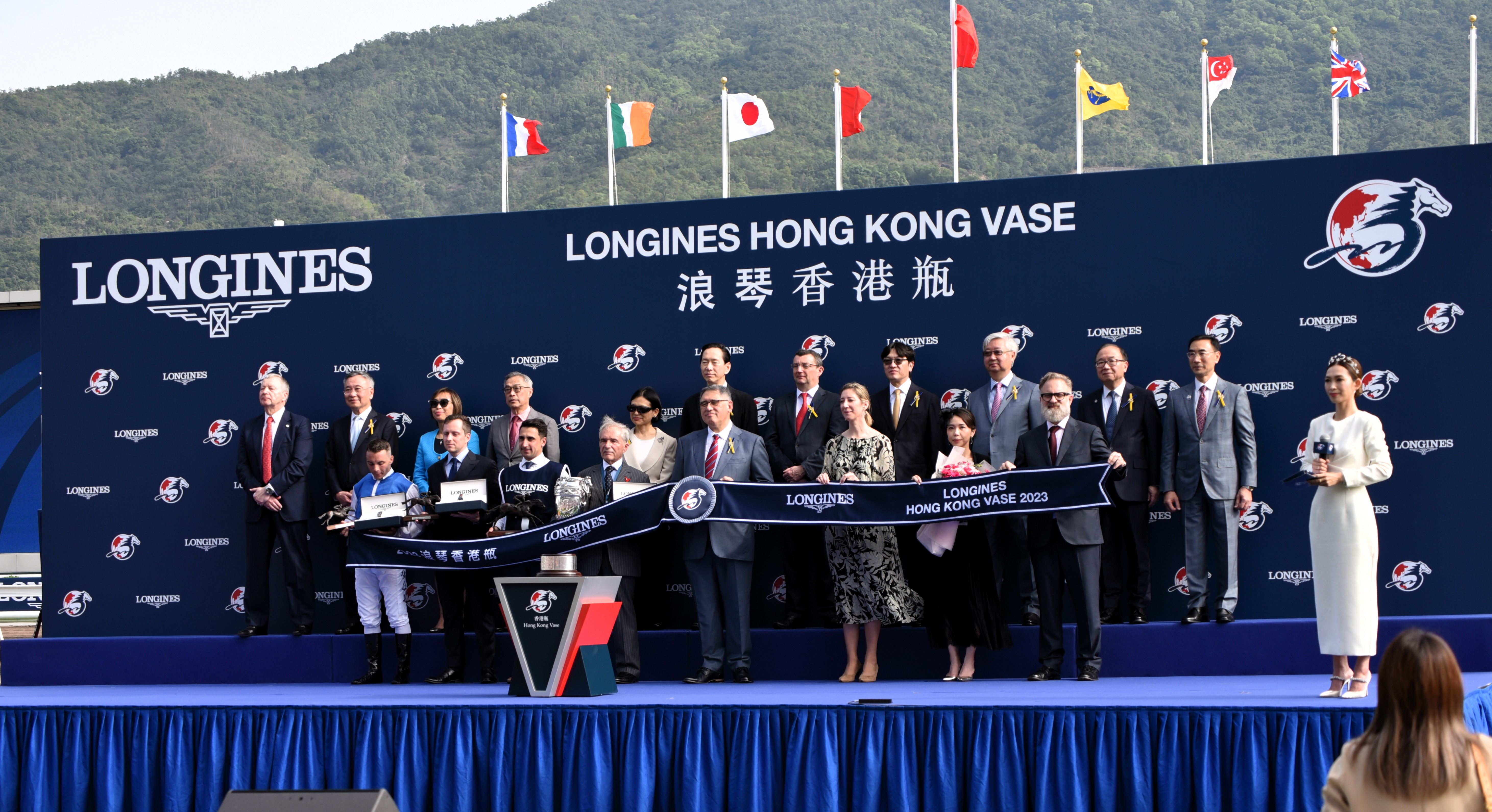
2023年香港瓶頒獎典禮，勝出馬匹真強

| 名次   | 馬號 | 馬匹     | 時間    | 勝負距離 |
| ------ | ---- | -------- | ------- | -------- |
| 1      | 1    | 真強     | 2:30.12 |          |
| 2      | 3    | 輕風飛   | 2:30.27 | 1        |
| 3      | 9    | 熱心     | 2:30.64 | 3-1/4    |
| 4      | 7    | 吉典娜   | 2:30.73 | 3-3/4    |
| 5      | 2    | 多巴先生 | 2:30.95 | 5-1/4    |
| 6      | 4    | 錶之五知 | 2:31.32 | 7-1/2    |
| 7      | 6    | 當年情   | 2:31.59 | 9-1/4    |
| 8      | 8    | 生活格調 | 2:32.16 | 12-3/4   |
| 不適用 | 5    | 風東來   | 不適用  | 不適用   |

### 香港短途錦標
開跑時間：14:50（UTC+8）
| 馬號 | 馬匹     | 代表國家/地區 | 騎師     | 練馬師 | 國際評分 | 負磅 | 馬齡 | 檔位 |
| ---- | -------- | ------------- | -------- | ------ | -------- | ---- | ---- | ---- |
| 1    | 金鑽貴人 | 中國香港      | 潘頓     | 文家良 | 125      | 126  | 5    | 5    |
| 2    | 福逸     | 中國香港      | 巴度     | 黎昭昇 | 117      | 126  | 7    | 3    |
| 3    | 消暑樂祭 | 日本          | 杜滿樂   | 池添學 | 115      | 126  | 4    | 7    |
| 4    | 好眼光   | 中國香港      | 艾道拿   | 蔡約翰 | 115      | 126  | 7    | 6    |
| 5    | 維港智能 | 中國香港      | 麥道朗   | 沈集成 | 114      | 126  | 5    | 4    |
| 6    | 教化寓言 | 爱尔兰        | 莫雅     | 岳伯仁 | 112      | 126  | 3    | 1    |
| 7    | 韋小寶   | 中國香港      | 田泰安   | 伍鵬志 | 111      | 126  | 8    | 10   |
| 8    | 加市冠冕 | 日本          | 川田將雅 | 森秀行 | 110      | 126  | 3    | 8    |
| 9    | 幸運有您 | 中國香港      | 艾兆禮   | 羅富全 | 95       | 126  | 6    | 2    |
| 10   | 喜菲皇女 | 英国          | 夏俊昇   | 昆約翰 | 117+4    | 122  | 6    | 9    |

宣佈獲選馬匹後退出馬匹：速遞奇兵（12月1日退出）
- 金鑽貴人上季成為史上第四匹稱霸香港速度系列的賽駒以及追平美麗傳承單季8捷紀錄，今季經過兩仗落敗後，上仗於馬會短途錦標重啟勝門[29]。
- 福逸為上屆盟主，亦曾遠征英國皇家雅士谷賽期的女皇伊利沙伯二世禧年錦標，練馬師黎昭昇首次在港派馬參加一級賽[30]。
- 消暑樂祭上仗角逐短途馬錦標僅被大海女神擊敗跑獲亞軍[31]。
- 上屆亞軍好眼光於精英碗爆冷擊敗金鑽貴人奪冠。
- 維港智能擅於領放，季初於特首盃慢放擊敗金鑽貴人[32]，馬會短途錦標亦奪亞[2]。
- 教化寓言為岳伯仁首匹參加香港短途錦標的馬匹，前兩仗於隆尚教堂大賽（英语：Prix de l'Abbaye de Longchamp）及育馬者盃草地短途大賽（英语：Breeders' Cup Turf Sprint）連續殺入季席。
- 韋小寶表現極為準繩，在不同賽事都能跑得接近，2023年在杜拜阿喬斯短途錦標[33]以及韓國短途錦標均能跑入獎金名次。
- 加市冠冕為2023年日本夏季短途系列賽積分總冠軍[34]，當中贏出三級賽CBC賞（日语：CBC賞）以及北九州紀念賽（日语：北九州記念）。
- 幸運有您今季轉投羅富全馬房後贏出二班1200米賽事[35]，為本年度國際賽事國際評分最低的參賽馬匹。
- 喜菲皇女上年曾於一級賽三連勝，今年在一級賽多次跑近後，終於攻下隆尚教堂大賽[36]。

#### 香港短途錦標賽事結果

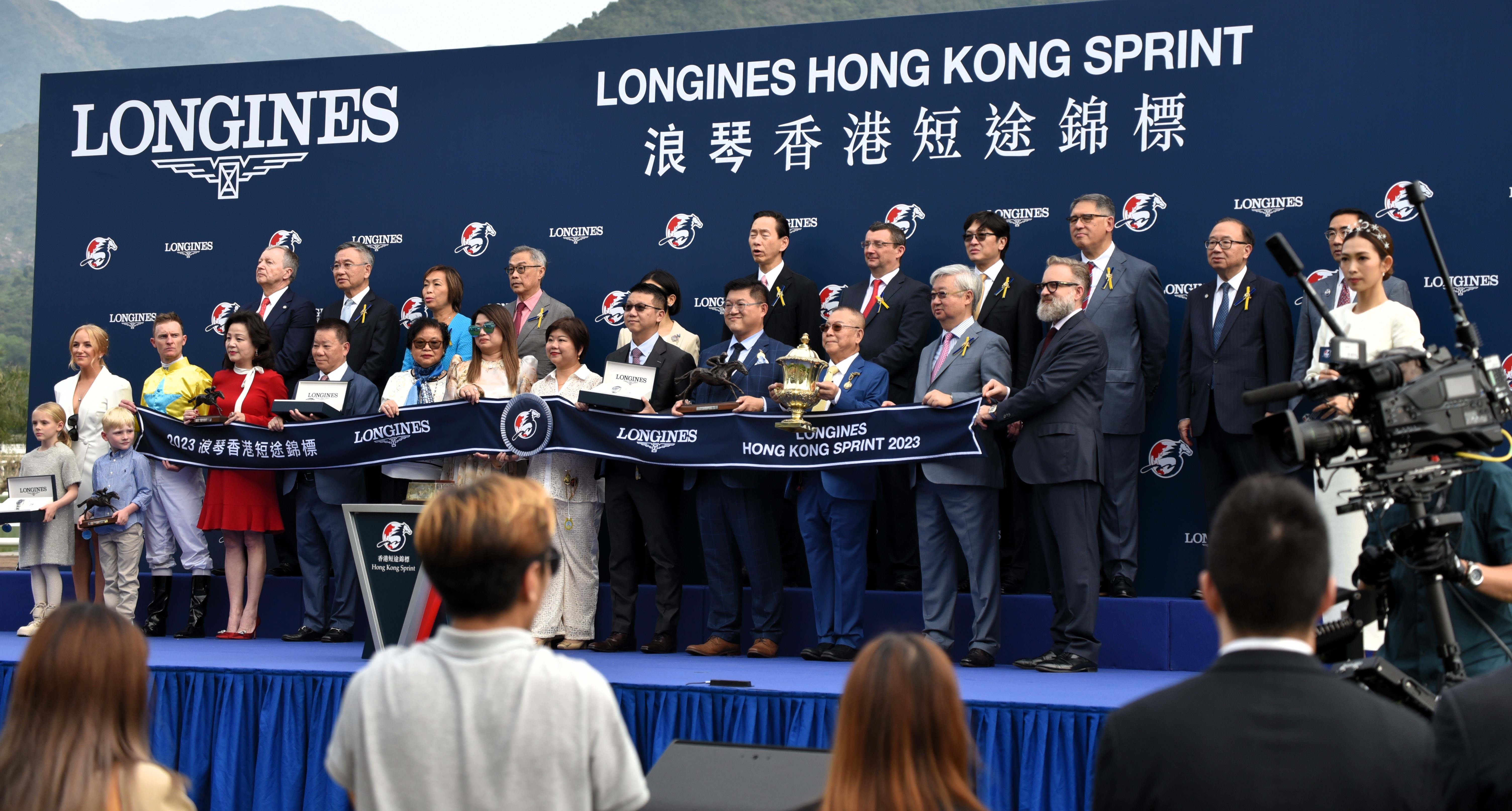
2023年香港短途錦標頒獎典禮，勝出馬匹金鑽貴人

| 名次 | 馬號 | 馬匹     | 時間    | 勝負距離 |
| ---- | ---- | -------- | ------- | -------- |
| 1    | 1    | 金鑽貴人 | 1:09.25 |          |
| 2    | 9    | 幸運有您 | 1:09.39 | 1        |
| 3    | 2    | 福逸     | 1:09.51 | 1-3/4    |
| 4    | 5    | 維港智能 | 1:09.57 | 2        |
| 5    | 7    | 韋小寶   | 1:09.64 | 2-1/2    |
| 6    | 10   | 喜菲皇女 | 1:09.87 | 4        |
| 7    | 8    | 加市冠冕 | 1:09.92 | 4-1/4    |
| 8    | 3    | 消暑樂祭 | 1:09.97 | 4-1/2    |
| 9    | 4    | 好眼光   | 1:10.14 | 5-1/2    |
| 10   | 6    | 教化寓言 | 1:10.19 | 6        |

### 香港一哩錦標
開跑時間：16:00（UTC+8）
| 馬號 | 馬匹     | 代表國家/地區 | 騎師     | 練馬師     | 國際評分 | 負磅 | 馬齡 | 檔位 |
| ---- | -------- | ------------- | -------- | ---------- | -------- | ---- | ---- | ---- |
| 1    | 金鎗六十 | 中國香港      | 何澤堯   | 呂健威     | 125      | 126  | 8    | 14   |
| 2    | 加州星球 | 中國香港      | 蘇銘倫   | 告東尼     | 123      | 126  | 5    | 3    |
| 3    | 野田小子 | 日本          | 北村友一 | 安田隆行   | 118      | 126  | 5    | 10   |
| 4    | 秀逸小島 | 日本          | 川田將雅 | 中內田充正 | 118      | 126  | 4    | 4    |
| 5    | 神志勇進 | 日本          | 莫雷拉   | 池江泰壽   | 118      | 126  | 5    | 11   |
| 6    | 本族主義 | 法國          | 巴米高   | 費伯華     | 116      | 126  | 4    | 13   |
| 7    | 永遠美麗 | 中國香港      | 潘頓     | 蔡約翰     | 115      | 126  | 5    | 5    |
| 8    | 美麗同享 | 中國香港      | 紀仁安   | 告東尼     | 115      | 126  | 7    | 6    |
| 9    | 林家準將 | 新加坡        | 連達文   | 馬定賢     | 112      | 126  | 6    | 2    |
| 10   | 遨遊氣泡 | 中國香港      | 麥道朗   | 姚本輝     | 111      | 126  | 5    | 8    |
| 11   | 安遇     | 中國香港      | 梁家俊   | 文家良     | 110      | 126  | 4    | 1    |
| 12   | 大開羅   | 爱尔兰        | 莫雅     | 岳伯仁     | 112      | 125  | 3    | 9    |
| 13   | 匯兩川   | 日本          | 布宜學   | 高野友和   | 115+4    | 122  | 4    | 12   |
| 14   | 神姬     | 日本          | 杜滿樂   | 友道康夫   | 112+4    | 122  | 5    | 7    |

後備馬匹：紅運帝王（11月28日加入，最終未能補上）
- 金鎗六十成為歷來第一匹連續三年蟬聯香港馬王的賽駒[15]，上賽於冠軍一哩賽中成為世界獲得獎金最多的賽駒[37]，今年將直接角逐此賽事。
- 加州星球服役以來所有賽事均跑入前四名，上屆賽事擊敗金鎗六十奪冠，今季初戰沙田錦標負135磅下仍然輕勝[38]，因布文受傷改配蘇銘倫。
- 野田小子去年出戰香港盃跑獲亞軍，本屆國際賽縮程改戰一哩賽事。
- 秀逸小島為上屆一哩冠軍賽盟主，今年亦在安田紀念賽奪亞。
- 神志勇進贏出京成盃秋季讓賽（日语：京成杯オータムハンデキャップ）後，已決定參加香港一哩錦標，之後在一哩冠軍賽跑獲亞軍。
- 本族主義今年曾兩勝年內四次一級賽上名的送達駒，11月16日贏出聖格盧馬場表列賽盈利錦標後，幕後決定安排參加香港一哩錦標[39]。
- 永遠美麗為2022-23年馬季最大進步馬匹，上仗成功攻下馬會一哩錦標[40]。
- 美麗同享上季至今雖未嘗一勝，但長期在分級賽跑得接近，今季在馬會一哩錦標力拼下僅敗而回。
- 林家準將為2022年新加坡馬王，今年出賽7場獲6冠1亞佳績，上戰於新加坡金盃（英语：Singapore Gold Cup）負重磅排16檔下仍能勝出[41]，這是新加坡賽馬公會結束賽馬比賽前，最後一匹新加坡馬參加香港國際賽事[42]。
- 遨遊氣泡為今年香港打吡大賽盟主[43]，再早些時間亦贏出香港經典一哩賽。
- 安遇於打吡後取下四勝，包括贏出三級賽莎莎婦女銀袋。
- 大開羅於愛爾蘭二千堅尼（英语：Irish 2,000 Guineas）僅敗於帕丁頓跑獲亞軍。
- 匯兩川前兩戰連勝富士錦標以及一哩冠軍賽。
- 神姬為兩屆維多利亞一哩賽冠軍極峰的女兒，十月贏下府中牝馬錦標[44]。

#### 香港一哩錦標賽事結果

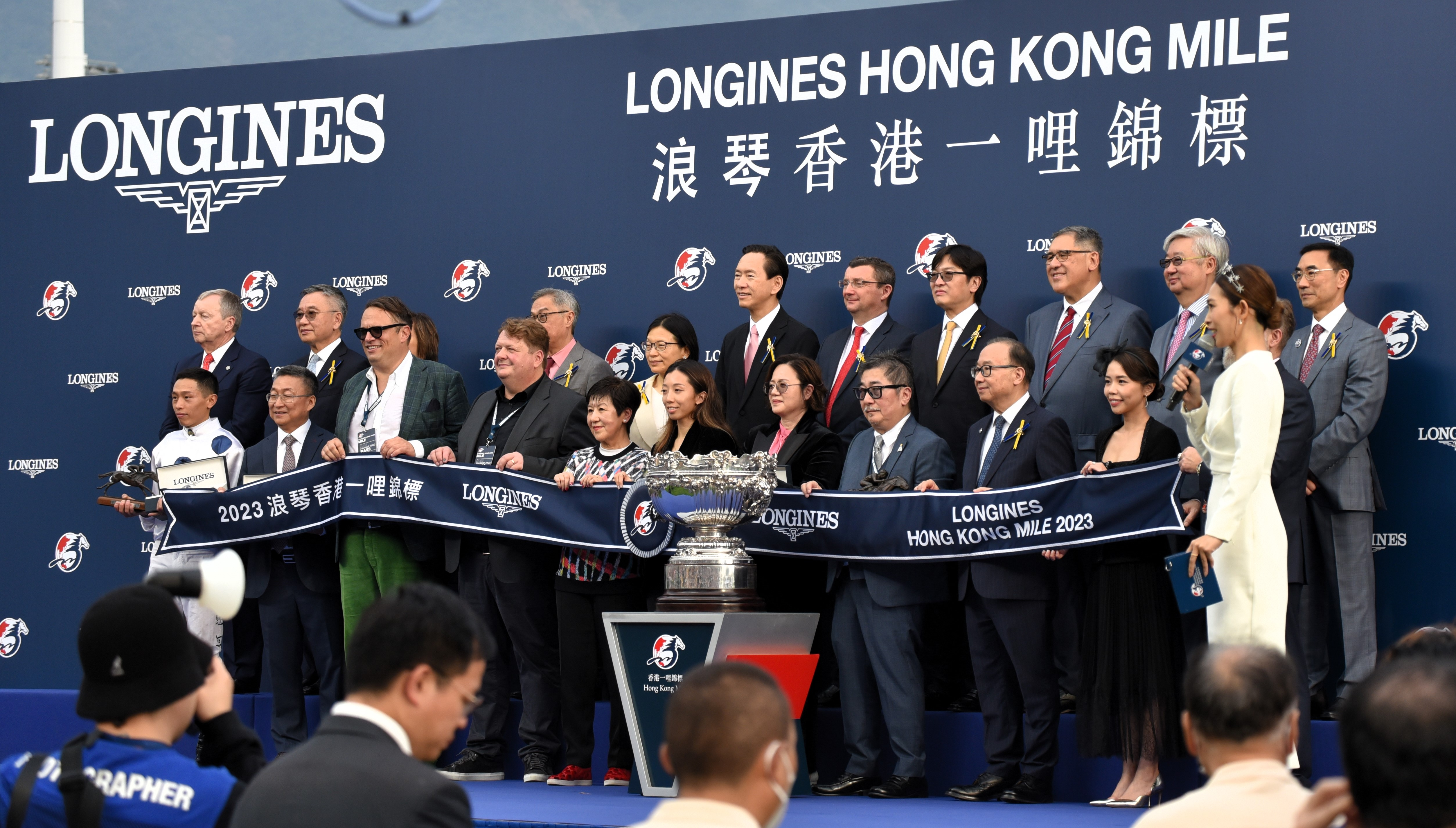
2023年香港一哩錦標頒獎典禮，勝出馬匹金鎗六十

| 名次 | 馬號 | 馬匹     | 時間    | 勝負距離 |
| ---- | ---- | -------- | ------- | -------- |
| 1    | 1    | 金鎗六十 | 1:34.10 |          |
| 2    | 10   | 遨遊氣泡 | 1:34.33 | 1-1/2    |
| 3    | 13   | 匯兩川   | 1:34.54 | 2-3/4    |
| 4    | 5    | 神志勇進 | 1:34.58 | 3        |
| 5    | 8    | 美麗同享 | 1:34.66 | 3-1/2    |
| 6    | 7    | 永遠美麗 | 1:34.68 | 3-1/2    |
| 7    | 4    | 秀逸小島 | 1:34.84 | 4-1/2    |
| 8    | 11   | 安遇     | 1:34.88 | 4-3/4    |
| 9    | 9    | 林家準將 | 1:35.11 | 6-1/4    |
| 10   | 12   | 大開羅   | 1:35.20 | 6-3/4    |
| 11   | 14   | 神姬     | 1:35.22 | 7        |
| 12   | 3    | 野田小子 | 1:35.46 | 8-1/2    |
| 13   | 2    | 加州星球 | 1:35.52 | 8-3/4    |
| 14   | 6    | 本族主義 | 1:35.59 | 9-1/4    |

### 香港盃
開跑時間：16:40（UTC+8）
| 馬號 | 馬匹     | 代表國家/地區 | 騎師     | 練馬師     | 國際評分 | 負磅 | 馬齡 | 檔位 |
| ---- | -------- | ------------- | -------- | ---------- | -------- | ---- | ---- | ---- |
| 1    | 盧森堡   | 爱尔兰        | 莫雅     | 岳伯仁     | 123      | 126  | 4    | 10   |
| 2    | 浪漫勇士 | 中國香港      | 麥道朗   | 沈集成     | 123      | 126  | 5    | 7    |
| 3    | 先見     | 日本          | 川田將雅 | 中內田充正 | 119      | 126  | 5    | 6    |
| 4    | 利森名園 | 日本          | 連達文   | 田中博康   | 116      | 126  | 4    | 11   |
| 5    | 滂薄無比 | 日本          | 莫雷拉   | 堀宣行     | 115      | 126  | 7    | 2    |
| 6    | 發財先鋒 | 中國香港      | 梁家俊   | 羅富全     | 114      | 126  | 6    | 8    |
| 7    | 直線力山 | 中國香港      | 何澤堯   | 方嘉柏     | 113      | 126  | 5    | 3    |
| 8    | 知足常樂 | 中國香港      | 潘頓     | 羅富全     | 110      | 126  | 5    | 9    |
| 9    | 觔斗雲   | 中國香港      | 艾兆禮   | 姚本輝     | 109      | 126  | 6    | 4    |
| 10   | 龍船狀元 | 中國香港      | 巴度     | 告東尼     | 100      | 126  | 5    | 5    |
| 11   | 地平流金 | 法國          | 巴米高   | 姜添衍     | 120      | 123  | 3    | 1    |

宣佈獲選馬匹後退出馬匹：健康快駒（11月28日退出，因其士盃表現失望，通過獸醫檢驗前被禁止出賽）
- 盧森堡三歲時力戰下贏得愛爾蘭冠軍錦標（英语：Irish Champion Stakes），今年亦勝出達德素金盃（英语：Tattersalls Gold Cup），之後在威爾斯親王錦標及競逐衛冕愛爾蘭冠軍錦標分別僅敗於瞄得對（英语：Mostahdaf）及多產巨匠[45]。
- 上屆冠軍浪漫勇士今季遠征澳洲，經過東寶錦標一役熱身後，即以強勁鬥心力壓四項一級賽盟主樂觀派贏出覺士盾[46]，如能贏出此賽事的話就可以成為繼加州萬里之後史上第二匹蟬聯此賽的賽駒。
- 先見今年先勝出金鯱賞再在女皇盃奪得亞軍，回到日本後於札幌紀念賽（日语：札幌記念）大勝而回，前仗於秋季天皇賞跑入季席。
- 利森名園於產經賞力壓領銜奪冠，賽後已經將矛頭直指香港國際賽事。
- 前屆亞軍滂薄無比曾因中暑長期休養，二月復出贏出中山紀念賽，今仗再度和莫雷拉合作。
- 上屆季軍發財先鋒上季贏出莎莎婦女銀袋及一月盃[47]，在中長途一級賽長期表現穩定，賽前三週在馬會盃跑獲季軍[4]。
- 直線力山是2023年皇太后紀念盃冠軍，本季於馬會盃後上贏馬[4]。
- 知足常樂七月贏出二班2000米賽事香港回歸盃[48]，今季第二戰於馬會盃捧成大熱跑獲亞軍[4]。
- 觔斗雲在港服役四季僅兩次未能跑入獎金名次，於馬會盃中克服評分不利跑獲第四。
- 龍船狀元今季在莎莎婦女銀袋奪亞，香港國際賽事前三週贏出二班1800米賽事[49]。
- 地平流金由七月開始連勝三場分級賽，包括二級賽多拉爾錦標（英语：Prix Dollar），來港前在英國冠軍錦標跑獲季軍[50]。

#### 香港盃賽事結果

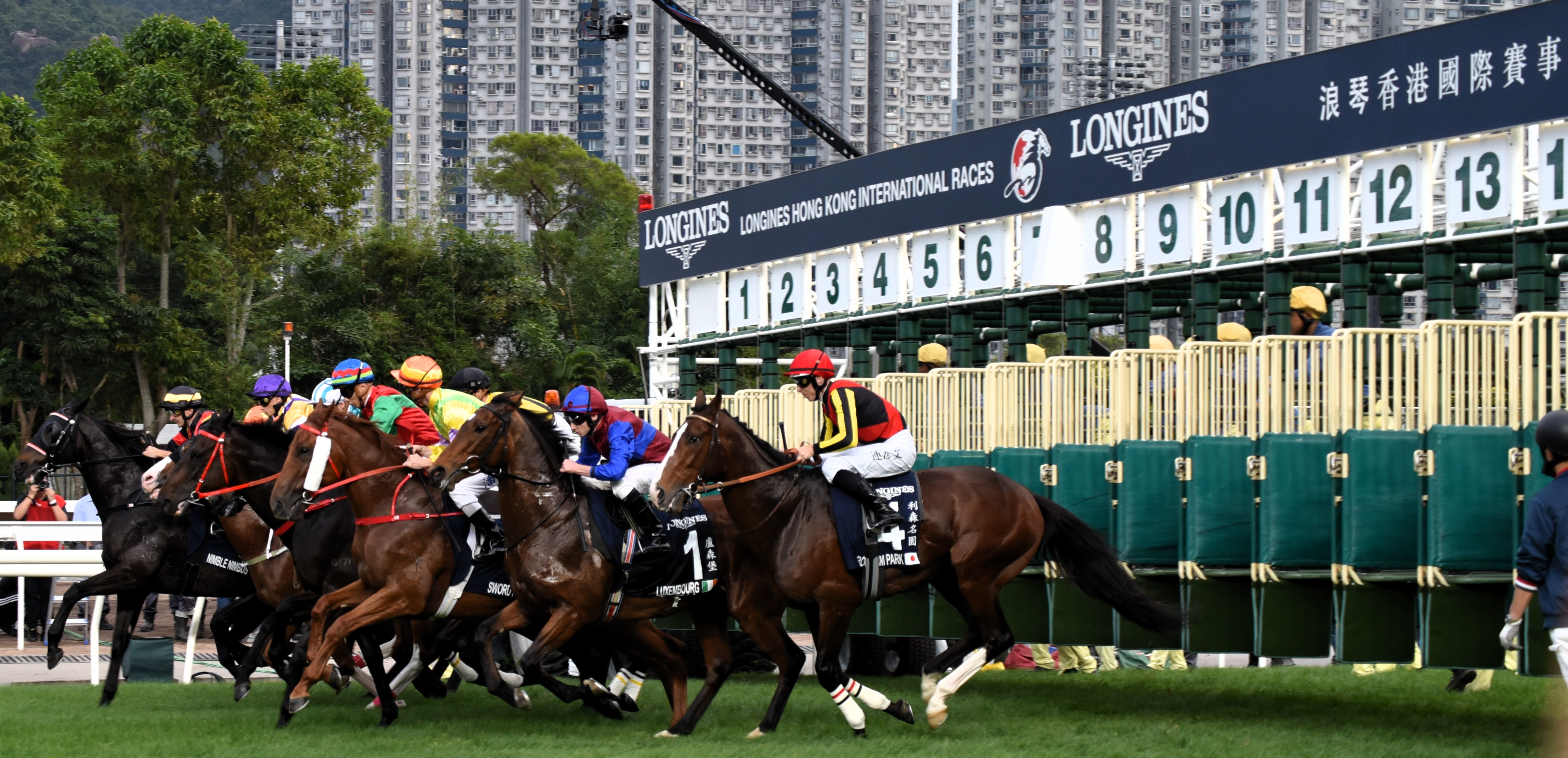
2023年香港盃馬匹出閘

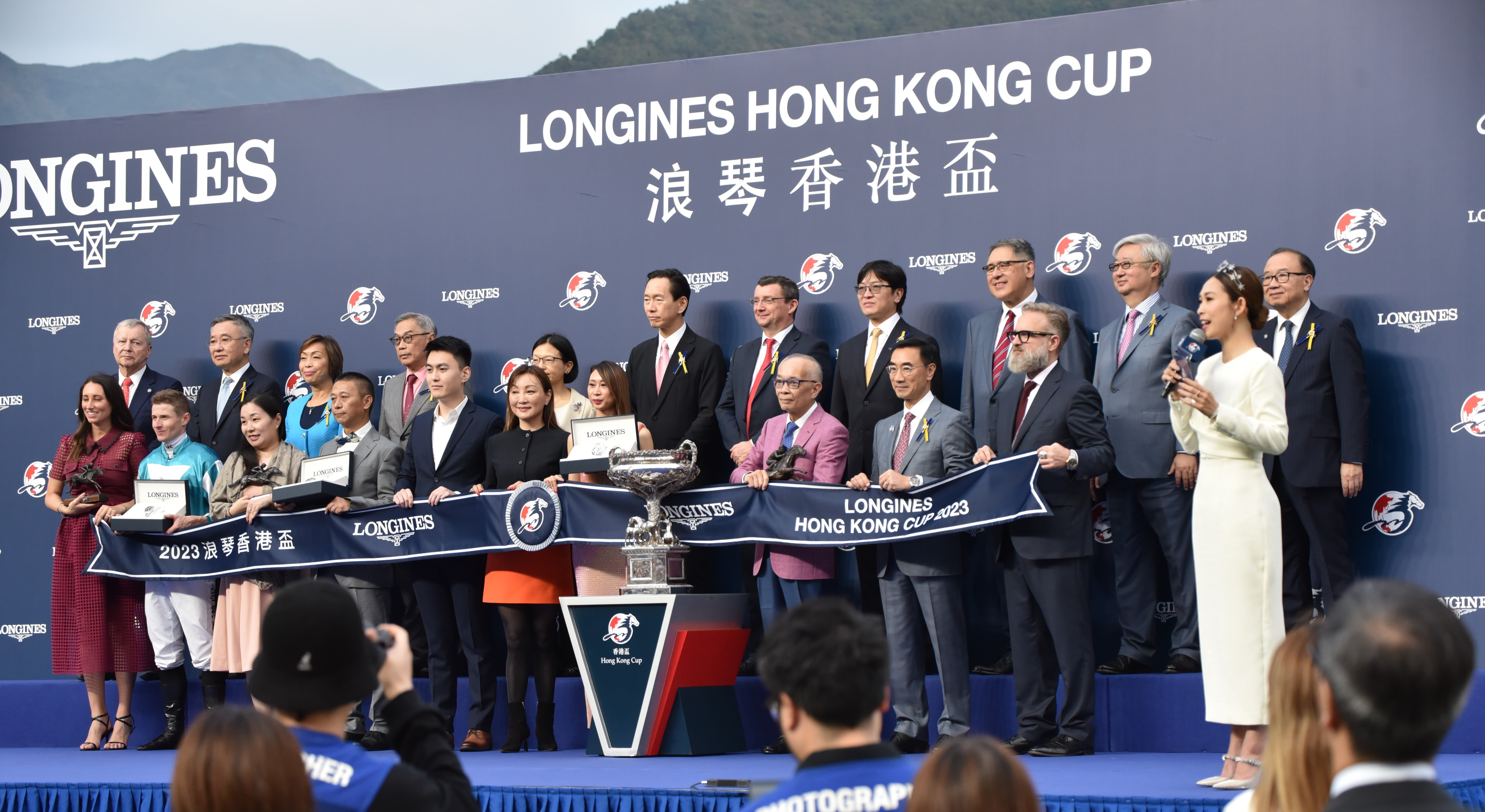
2023年香港盃錦標頒獎典禮，勝出馬匹浪漫勇士

| 名次 | 馬號 | 馬匹     | 時間    | 勝負距離 |
| ---- | ---- | -------- | ------- | -------- |
| 1    | 2    | 浪漫勇士 | 2:02.00 |          |
| 2    | 1    | 盧森堡   | 2:02.03 | 短馬頭位 |
| 3    | 5    | 滂薄無比 | 2:02.05 | 頸位     |
| 4    | 7    | 直線力山 | 2:02.12 | 3/4      |
| 5    | 3    | 先見     | 2:02.15 | 1        |
| 6    | 8    | 知足常樂 | 2:02.39 | 2-1/2    |
| 7    | 9    | 觔斗雲   | 2:02.69 | 4-1/4    |
| 8    | 4    | 利森名園 | 2:02.76 | 4-3/4    |
| 9    | 6    | 發財先鋒 | 2:02.80 | 5        |
| 10   | 11   | 地平流金 | 2:02.95 | 6        |
| 11   | 10   | 龍船狀元 | 2:04.86 | 18       |

## 主要紀錄
- 真強為香港瓶歷來最慢完成賽事時間，比1999年博爾吉亞（德语：Borgia (Pferd)）慢0.02秒（當時計時仍為十份之一）[51]
- 同樣地，金鑽貴人最慢時間完成香港短途錦標，較2009年慢0.09秒[52]。
- 金鎗六十成為第二匹三奪香港一哩錦標馬匹。
- 浪漫勇士成為第二匹成功衛冕香港盃馬匹。
- 日本代表自2018年以來未能於香港國際賽事取下一勝[53]。

## 其他活動
香港賽馬會12月9日晚上於香港會議展覽中心舉行浪琴香港國際賽事歡迎晚宴，並恢復邀請騎師參與。當晚亦向莫雅頒發2023年度浪琴全球最佳騎師。

## 外部連結
- 浪琴香港國際賽事2023 （页面存档备份，存于）
- 馬匹往績特刊 （页面存档备份，存于）（截至2023年11月29日資料）